# Front Patriòtic Manuel Rodríguez
El Front Patriòtic Manuel Rodríguez (FPMR) va ser una organització guerrillera xilena d'ideologia política marxista-leninista i d'orientació patriòtica i revolucionària catalogat com un grup armat d'extrema esquerra. Va ser fundat oficialment el 14 de desembre de 1983 y va tenir la funció de desestabilitzar i agilitar les accions armades que buscaven enderrocar la dictadura militar del general Augusto Pinochet. Principalment, l'organització és recordada per intentar asessinar al dictador xilè el 7 de setembre de 1986, en la "Operación Siglo XX".
L'organització —que va usar el nom de l'heroi homònim de la independència, Manuel Rodríguez, considerat el primer guerriller en la història del país— va ser inicialment l'aparell militar del Partit Comunista de Xile, en la denominada «Política de Rebel·lió Popular de Masses». Amb aquesta política, el partit Comunista al costat del FPMR van adoptar totes les formes de lluita contra la dictadura militar, entre elles, la via armada. El FPMR va actuar principalment en forma de «guerrilla urbana».
Des del moment en què el FPMR es va separar del Partit Comunista en 1987 va ser considerat com una organització terrorista pel Departament d'Estat dels Estats Units d'Amèrica fins a 1999, any en què va ser eliminat de la seva llista a causa del cessament de les seves activitats armades.